# Aterica galene
Aterica galene là một loài bướm ngày thuộc họ Nymphalidae. Nó được tìm thấy ở châu Phi.
Sải cánh dài 45–55 mm.
Ấu trùng ăn Combretum, Quisqualis indica, Quisqualis littorea, Terminalia glaucescens và Scottellia.

## Phụ loài
- Aterica galene galene (miền tây Kenya, Uganda, miền tây Tanzania to Zaire, Angola, Cameroun, Senegal)
- Aterica galene theophane (Kenya to Mozambique, Rhodesia, Malawi)
- Aterica galene incisa (Ethiopia)
- Aterica galene extensa